# Samir Mekdad
Samir Mekdad, né le 12 octobre 1986 à Montfermeil, est un joueur franco-algérien de basket-ball. Il évolue au poste d'arrière.

## Clubs successifs
- 2006-2007 : sans club
- 2007-2008 :  CSP Limoges (Pro B)
- 2008-2009 :  Étendard de Brest (Pro B)
- 2009-2010 : sans club
- 2010-2012 :  Sorgues Basket Club (NM1)
- 2012-2013 :  Vendée Challans Basket (NM1)
- 2013-2014 :  Union Basket La Rochelle (NM1)
- 2014-2015 :
  -  Rueil Athletic Club (NM1)
  -  USM Sétif (Nationale 1A)
- 2015-2016 :  ABBR Berck (NM1)
- 2016-2017 :  ALM Évreux Basket (Pro B)
- 2017-2019 :  STB Le Havre (Pro B puis NM1)
- 2019-2021 :  Rouen Métropole Basket (Pro B)
- 2021 :  Widad Adabi Boufarik (Coupe arabe des clubs champions)
- 2021-2022 :  C' Chartres Basket Masculin (NM1)
- depuis 2022 :  Toulouse Basket Club (NM1)

## Palmarès
- MVP des play-offs 2015 Nationale 1A (Sétif)
- Finaliste des play-offs 2015 Nationale 1A (Sétif)
- Vainqueur du Quai 54 2014

## Sélection nationale
- 6e au Championnat d'Afrique 2015 ( Algérie)